# Hesperantha scopulosa
Hesperantha scopulosa là một loài thực vật có hoa trong họ Diên vĩ. Loài này được Hilliard & B.L.Burtt miêu tả khoa học đầu tiên năm 1986.